# Eric John Eagles Swayne
Sir Eric John Eagles Swayne KCMG CB CBE (* 14. Mai 1863 in Darmstadt; † 9. September 1929) war ein britischer Offizier im Dienstgrad Brigadier-General und als Kolonialverwalter vom 13. August 1906 bis zum 9. Mai 1913 Gouverneur von Britisch-Honduras.
Eric John Eagles Swayne war das vierte Kind des Priesters George Carless Swayne mit seiner Frau Margaret Sarah Eagles. Er heiratete im April 1908 in Kensington Yda Laura Peach.
1910 wurde er als Knight Commander des Order of St Michael and St George in den Adelsstand erhoben und führte seither den Namenszusatz „Sir“.